# 唐·巴奇
唐·巴奇（英語：Don Budge，1915年6月13日—2000年1月26日），美国男子网球运动员。他曾获得澳大利亚网球公开赛男子单打冠军、法国网球公开赛男子单打冠军、温布尔登网球锦标赛男子单打冠军、男子双打冠军、混合双打冠军、美国网球公开赛男子单打冠军、男子双打冠军、混合双打冠军。